# Neoeukobelea mayarami
Neoeukobelea mayarami är en stekelart som beskrevs av Lal, Farooqi och Husain 1991. Neoeukobelea mayarami ingår i släktet Neoeukobelea och familjen fikonsteklar. Inga underarter finns listade i Catalogue of Life.